# 神戸市立乙木小学校
神戸市立乙木小学校（こうべしりつ おとぎしょうがっこう）は、兵庫県神戸市垂水区美山台2丁目に所在する公立小学校。

## 沿革
- 1971年（昭和46年）4月1日 - 開校。

## 通学区域と進学先中学校
神戸市垂水区。
- 神戸市立垂水東中学校
  - 青山台1丁目（11番以降）・3丁目・4丁目（2番[2]・3番以降）・6 - 7丁目、王居殿2丁目（7番以降）・3丁目（11番～13番・14番[3]・15番以降）、塩屋町6丁目（25番と29番と30番の一部[4]、31～38番）、東垂水1丁目（1～4番）・2丁目（12番）・東垂水町高丸[5]、美山台1 - 2丁目
- 神戸市立塩屋中学校
  - 青山台1丁目（8番・9番と10番の一部）、2丁目・4丁目（2番[2]）・5丁目（2番以降）・8丁目、松風台2丁目（1番）

## 校区内の主な施設
- 垂水警察署 青山台交番
- 神戸市立青山台こばと幼稚園

## 交通
- 山陽バス 23系統「美山台」より

## 通学区域が隣接している学校
- 神戸市立福田小学校
- 神戸市立塩屋小学校
- 神戸市立東垂水小学校
- 神戸市立高丸小学校